# Блумінгтон (Айдахо)
Блумінгтон, Блумінґтон,  (англ. Bloomington) — місто в окрузі Бер-Лейк, штат Айдахо, США. Засноване 1864 року. Згідно з переписом 2010 року населення становило 206 осіб, що на 45 осіб менше, ніж 2000 року.

## Географія
Блумінгтон розташований за координатами 42°11′28″ пн. ш. 111°24′20″ зх. д. / 42.19111° пн. ш. 111.40556° зх. д. (42.191003, -111.405677).  За даними Бюро перепису населення США в 2010 році місто мало площу 2,33 км², з яких 2,33 км² — суходіл та 0,00 км² — водойми. В 2017 році площа становила 2,47 км², з яких 2,47 км² — суходіл та 0,00 км² — водойми.

## Демографія

### Перепис 2010 року
Згідно з переписом 2010 року, у місті проживало 206 осіб у 74 домогосподарствах у складі 57 родин. Густота населення становила 88,4 особи/км². Було 120 помешкань, середня густота яких становила 51,5/км². Расовий склад міста: 88,8 % білих, 2,9 % індіанців, 2,4 % азіатів, 4,9 % інших рас, а також 1,0 % людей, які зараховують себе до двох або більше рас. Іспанці і латиноамериканці незалежно від раси становили 8,3 % населення.
Із 74 домогосподарств 32,4 % мали дітей віком до 18 років, які жили з батьками; 70,3 % були подружжями, які жили разом; 4,1 % мали господиню без чоловіка; 2,7 % мали господаря без дружини і 23,0 % не були родинами. 21,6 % домогосподарств складалися з однієї особи, у тому числі 10,9 % віком 65 і більше років. В середньому на домогосподарство припадало 2,78 мешканця, а середній розмір родини становив 3,28.
Середній вік жителів міста становив 46,5 року. Із них 26,2 % були віком до 18 років; 6,9 % — від 18 до 24; 15,1 % від 25 до 44; 32,5 % від 45 до 64 і 19,4 % — 65 років або старші. Статевий склад населення: 53,9 % — чоловіки і 46,1 % — жінки.
Середній дохід на одне домашнє господарство  становив 51 609 доларів США (медіана — 47 083), а середній дохід на одну сім'ю — 57 009 доларів (медіана — 49 167). За межею бідності перебувало 1,6 % осіб, у тому числі 1,7 % дітей у віці до 18 років та 0,0 % осіб у віці 65 років та старших.
Цивільне працевлаштоване населення становило 88 осіб. Основні галузі зайнятості: сільське господарство, лісництво, риболовля — 36,4 %, освіта, охорона здоров'я та соціальна допомога — 20,5 %, мистецтво, розваги та відпочинок — 17,0 %.

### Перепис 2000 року
Згідно з переписом 2000 року, у місті проживало 251 осіб у 81 домогосподарствах у складі 66 родин. Густота населення становила 108,9/км². Було 111 помешкань, середня густота яких становила 48,2/км². Расовий склад міста: 97,21 % білих і 2,79 % індіанців. Іспанці та латиноамериканці будь-якої раси становили 2,39 % населення.
Із 81 домогосподарства 39,5 % мали дітей віком до 18 років, які жили з батьками; 72,8 % були подружжями, які жили разом; 7,4 % мали господиню без чоловіка, і 18,5 % не були родинами. 17,3 % домогосподарств складалися з однієї особи, у тому числі 8,6 % віком 65 і більше років. В середньому на домогосподарство припадало 3,10 мешканця, а середній розмір родини становив 3,53 особи.
Віковий склад населення: 38,6 % віком до 18 років, 4,0 % від 18 до 24, 22,3 % від 25 до 44, 20,3 % від 45 до 64 і 14,7 % від 65 років і старші. Середній вік жителів — 34 року. Статевий склад населення: 50,9 % — чоловіки і 49,1 % — жінки.
Середній дохід домогосподарств у місті становив US$34 750, родин — $40 625. Середній дохід чоловіків становив $33 125 проти $13 750 у жінок. Дохід на душу населення в місті був $13 866. Приблизно 4,2 % родин і 2,8 % населення перебували за межею бідності, включаючи жодного віком до 18 років та від 65 років і старших.